# 浅山正名
浅山 正名（あさやま まさな、明治元年11月9日（1868年12月22日） – 没年不詳）は、名古屋市助役、長崎市助役、東京市牛込区長。

## 経歴
陸奥国三戸郡八戸村（現在の青森県八戸市）出身。盛岡藩士・青森県会議員浅山正美の長男として生まれる。1897年（明治27年）、三戸郡書記となり、青森県属を経て、内務属となり、県治局や地方局に勤務。その間、和仏法律学校（現在の法政大学）で学んだ。1912年（大正12年）、北海道庁上川支庁長に就任した。
1917年（大正6年）、名古屋市助役に就任。その後、1923年（大正12年）には長崎市助役に選ばれた。さらに1927年（昭和2年）からは牛込区長を務めた。